# Mỏ than Bogdanka

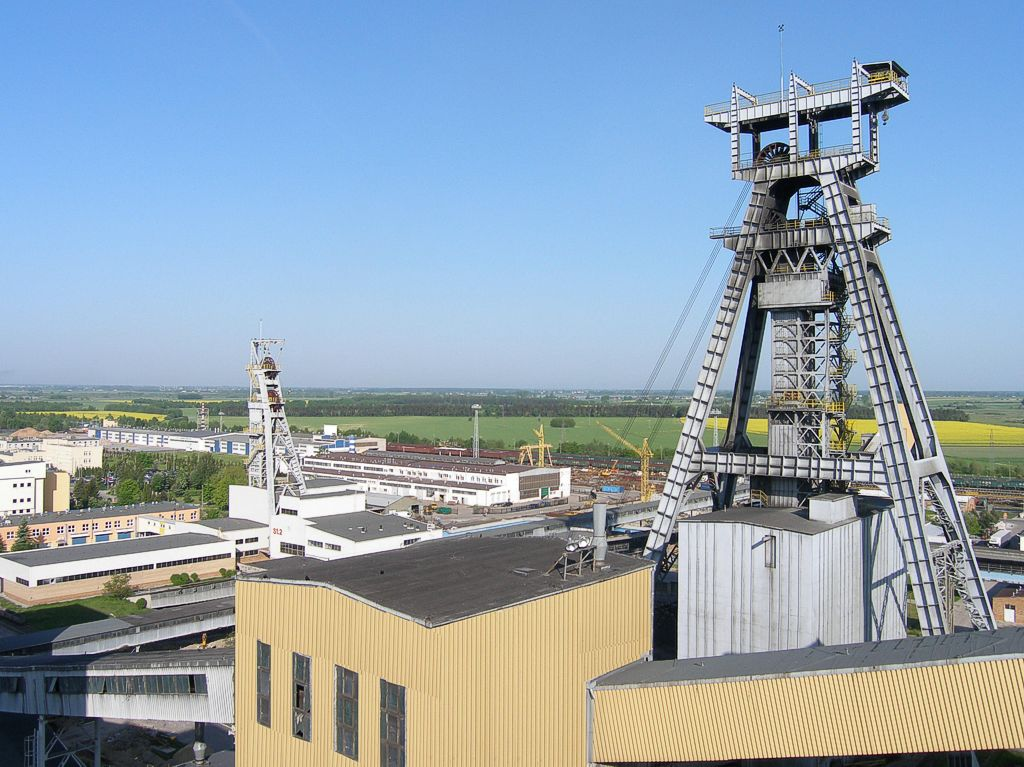
Tổng quan mỏ than LW Bogdanka

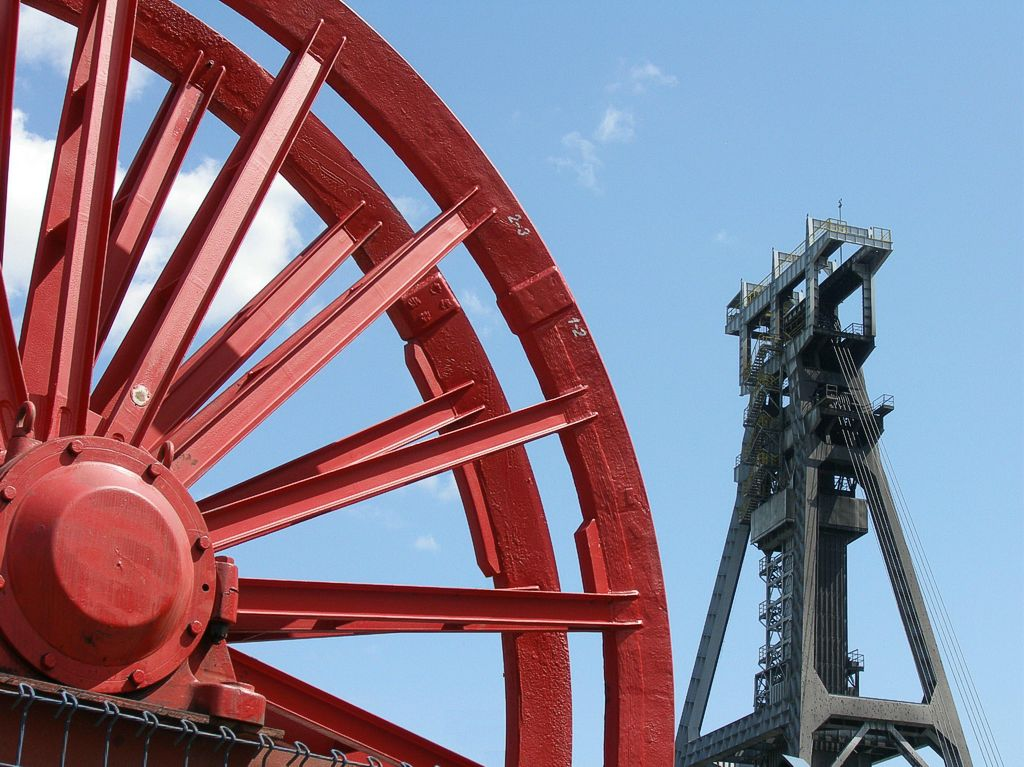
Trục khai thác mỏ ở Bogdanka

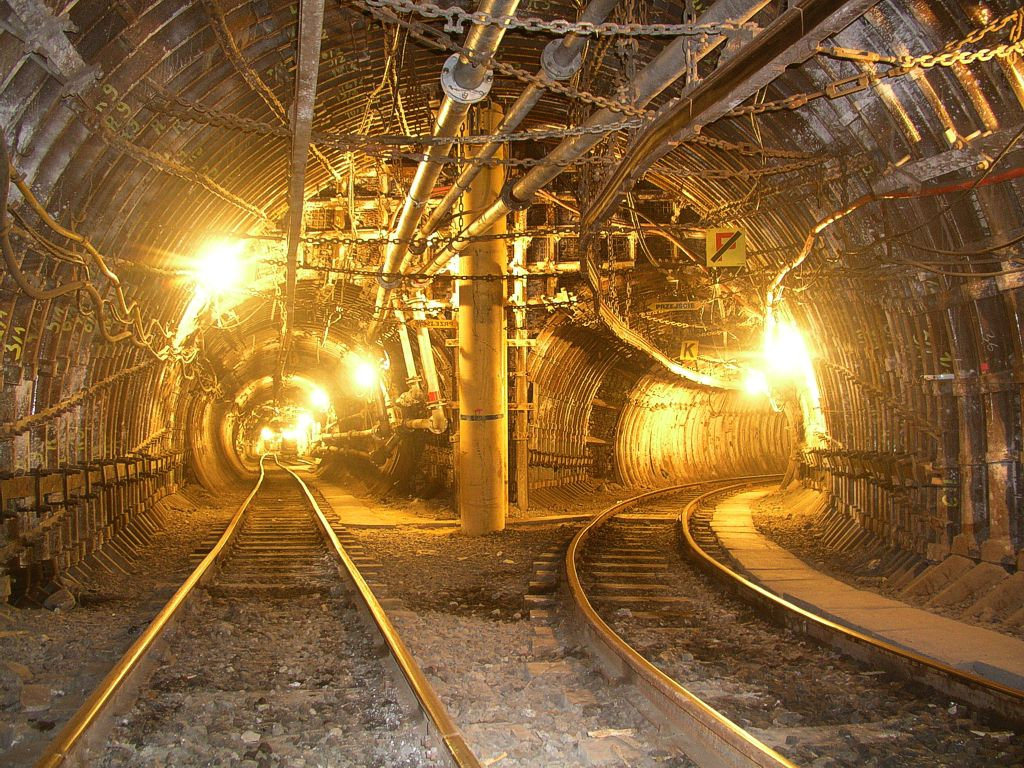
Bogdanka - trong mỏ

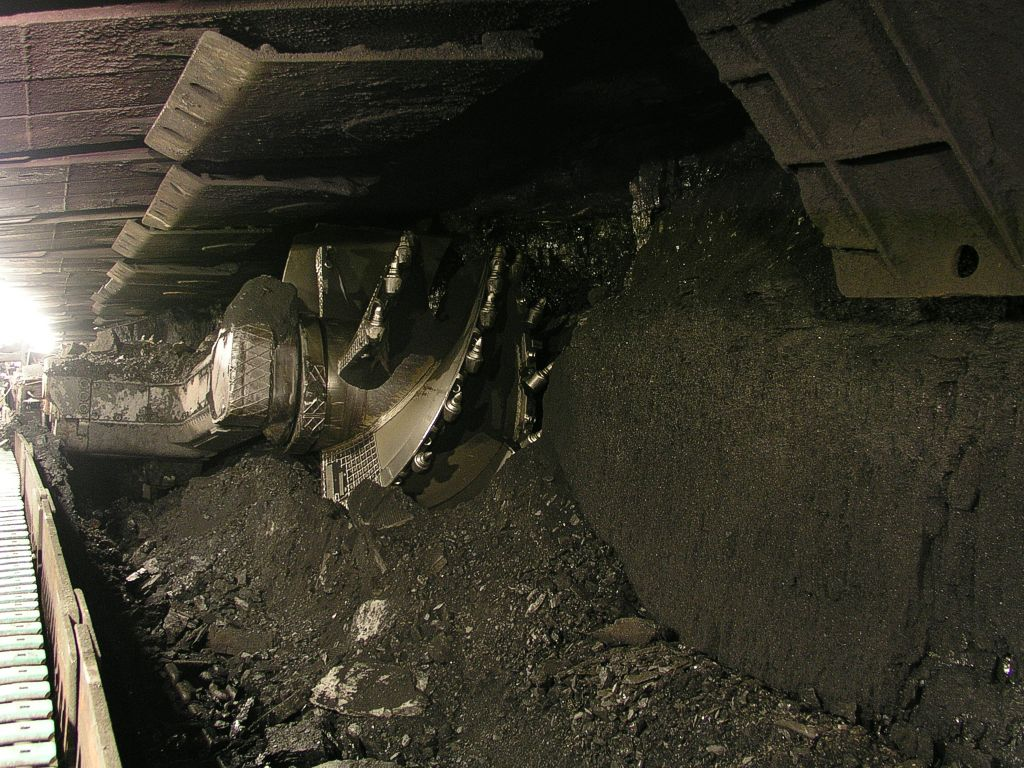
Bogdanka - mặt máy cắt

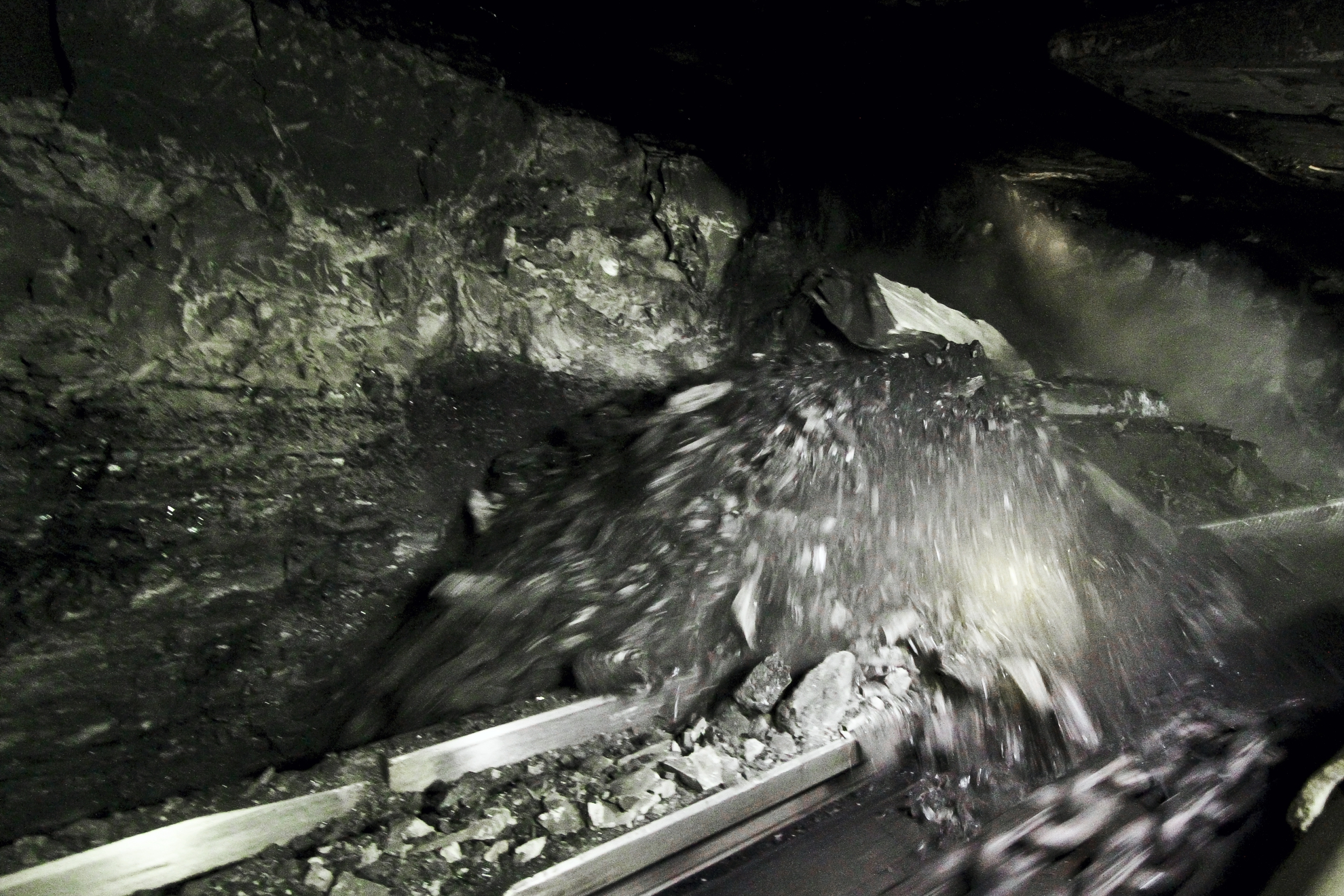
Bogdanka - than đá

Mỏ than Bogdanka (Lubelski Węgiel "Bogdanka" SA) là một mỏ than ở làng Bogdanka gần Łęczna, trong vùng lân cận Lublin, cách thủ đô Warsaw của Ba Lan 197 km về phía đông nam, trong mạch mỏ than Lublin. Khu vực được cấp phép khai thác khoáng sản nằm ở xã Puchaczów.
Năm 1975, công trình mỏ "thí điểm" đầu tiên trong khu mỏ than được bắt đầu đi vào triển khai. Ngày nay, mỏ được biết đến với tên gọi Lubelski Węgiel Bogdanka SA. Năm 2009, lợi nhuận ròng của mỏ là 190,84 triệu đồng zloty Ba Lan (PLN), khối lượng than khai thác được là 5,6 triệu tấn. Năm 2014, mỏ đạt lợi nhuận ròng là 272,35 triệu PLN với 9,2 triệu tấn than. Bogdanka hiện là mỏ than có lợi nhuận cao nhất ở Ba Lan.

## Lịch sử

### Nghiên cứu trữ lượng khoáng sản
Ghi chú đầu tiên về việc dò tìm than ở khu vực Volhynia, ở độ sâu 15 m, được W. Choroszewski nhắc đến trong Pamiętnik Fizjograficzny (Nhật ký Địa văn học) năm 1881. Ba mươi năm sau, vào năm 1911, một nhà địa chất người Nga, M. Tetaev, dựa trên kiến thức chung về địa chất khu vực này của châu Âu, đã đưa ra một giả thuyết rằng sự hình thành từ thời kỳ Than đá có thể đã xảy ra ở sườn phía tây của khối núi tinh thể Ukraina. Khối núi này được khảo sát bởi nhà địa chất GS. J. Samsonowicz, người mà vào năm 1931 đã tìm thấy các nốt sần đá lửa khi khám phá khu vực Pełcza ở phía tây Volhynia. Một năm sau, ông trình bày khái niệm của mình về sự xuất hiện của các thành hệ Kỷ than đá, cùng với sự phân bố (theo giả thiết) của chúng ở phía tây Volhynia và miền nam Polesie. Trong thời kỳ chiến tranh, việc khai thác thử bắt đầu được tiến hành.
Năm 1938, ở Tartaków, than đá trữ lượng lớn được tìm thấy ở độ sâu 239 m, đánh dấu sự khởi đầu của việc thăm dò mạch mỏ than Volhynia và Lublin. Bị gián đoạn bởi Thế chiến II, cuộc thám hiểm được tiếp tục vào những năm năm mươi. Năm 1955, một lỗ khoan thăm dò đã được chế tạo ở Chełm, nơi than đá được tìm thấy ở độ sâu từ 580 m đến 1208 m. Việc khoan (sáu lỗ khoan) và nghiên cứu địa vật lý do Viện Địa chất Ba Lan  khởi xướng đã khiến Văn phòng Địa chất Trung tâm đưa ra quyết định về việc bắt đầu thăm dò, khoan nghiên cứu và thử khai thác vào năm 1964. Dự án này được phụ trách bởi Chi nhánh Upper Silesian của Viện Địa chất Ba Lan, có trụ sở tại Sosnowiec. Năm 1965, các mẫu than đầu tiên được khai thác từ lỗ khoan Łęczna IG-1. Trong những năm sau đó, trữ lượng than của Lublin đã được đưa ra bởi một nhóm nghiên cứu do Mgr. inż. J. porzycki. đứng đầu.Vào tháng 1 năm 1975, Hội đồng Bộ trưởng đã thông qua Nghị quyết số 15/75, cho phép xây dựng một mỏ thí điểm- Kopalnia Pilotująco-Wydobywcza LZW ở Bogdance. Theo Sắc lệnh số 4, Bộ trưởng Bộ Khai thác và Năng lượng đã thành lập một doanh nghiệp nhà nước -  Kopalnie Lubelskiego Zagłębia Węglowego ở Budowie.

### Chứng khoán Warsaw
Vào ngày 25 tháng 6 năm 2009, cổ phiếu của công ty đã được lên sàn chứng khoán Warsaw. Điều này đã mang lại 528 triệu PLN cho Kho bạc Nhà nước. Giai đoạn tư nhân hóa tiếp theo diễn ra vào ngày 9 tháng 3 năm 2010. Vào ngày hôm đó, Bộ Tài chính Nhà nước đã bán trên thị trường chứng khoán 46,7% cổ phần của Lubelski Węgiel Bogdanka với giá hơn 1,1 tỷ PLN, mỗi cổ phiếu có giá 70,50 PLN. Sau giao dịch này, Kho bạc Nhà nước chỉ còn 4,97% cổ phần trong mỏ. Trong những năm tiếp theo, Kho bạc Nhà nước đã tiếp tgiảm số vốn cổ phần của họ trong Lubelski Węgiel BOGDANKA SA.
Cơ cấu cổ đông của Lubelski Węgiel BOGDANKA SA vào cuối quý 2 năm 2015 được minh họa trong Bảng sau: 
| Cổ đông              | Chia sẻ vốn cổ phần (%) |
| -------------------- | ----------------------- |
| OFE Aviva BZ WBK     | 15,1631                 |
| OFE PZU Złota Jesień | 9,7619                  |
| ING OFE              | 9.613                   |
| Khác                 | 65,4437                 |

## Ngày nay

### Vị trí
Lubelski Węgiel Bogdanka SA là mỏ than duy nhất trong mạch mỏ than Lublin. Mỏ Bogdanka nằm ở Vùng than trung tâm, phía đông bắc của mỏ than Lublin, là khu vực được khai thác tốt nhất. Về mặt địa lý, Vùng than trung tâm là một phần của cao nguyên Lublin. Về mặt hành chính, mỏ Bogdanka nằm ở tỉnh Lublin, thuộc xã Puchaczów. 

### Trữ lượng
Trữ lượng than có thể khai thác là khoảng 243 triệu tấn. Đó là khí than đá. Độ sâu khai thác dao động từ 860 m đến 1100 m. Phạm vi của khu vực cấp phép khai thác của mỏ là 73,3 km2.

### Miêu tả
Lubelski Węgiel Bogdanka SA là một trong những mỏ sản xuất than hàng đầu ở Ba Lan, nổi bật trong ngành về hiệu quả tài chính, năng suất và kế hoạch đầu tư để khai thác mỏ mới. Than được bán bởi công ty chủ yếu được sử dụng để sản xuất điện, nhiệt và xi măng. Khách hàng của công ty chủ yếu là các công ty công nghiệp, đặc biệt là các đơn vị hoạt động trong ngành điện, nằm ở phía đông và đông bắc Ba Lan.

### Sản xuất
Tính đến năm 2014, LW Bogdanka đã thuê khoảng 4.930 người lao động. Mỗi ngày, lượng than khai thác được là khoảng 37.000 tấn. 
|      | Sản xuất ('000 tấn) |
| ---- | ------------------- |
| 2007 | 5 121               |
| 2008 | 5 576               |
| 2009 | 5 300               |
| 2010 | 5 800               |
| 2011 | 5 838               |
| 2012 | 7 785               |
| 2013 | 8 345               |
| 2014 | 9 191               |